# جوان هيل
جوان هيل (بالإنجليزية: Joan Hill)‏ هي رسامة أمريكية، ولدت في 19 ديسمبر 1930 في موسكوجي في الولايات المتحدة.